# Baurutytan
Baurutytan (Baurutitan britoi) – zauropod z grupy tytanozaurów (Titanosauria).
Autorzy opisu zaliczyli go do rodziny tytanozaurów.